# Побутовий робот

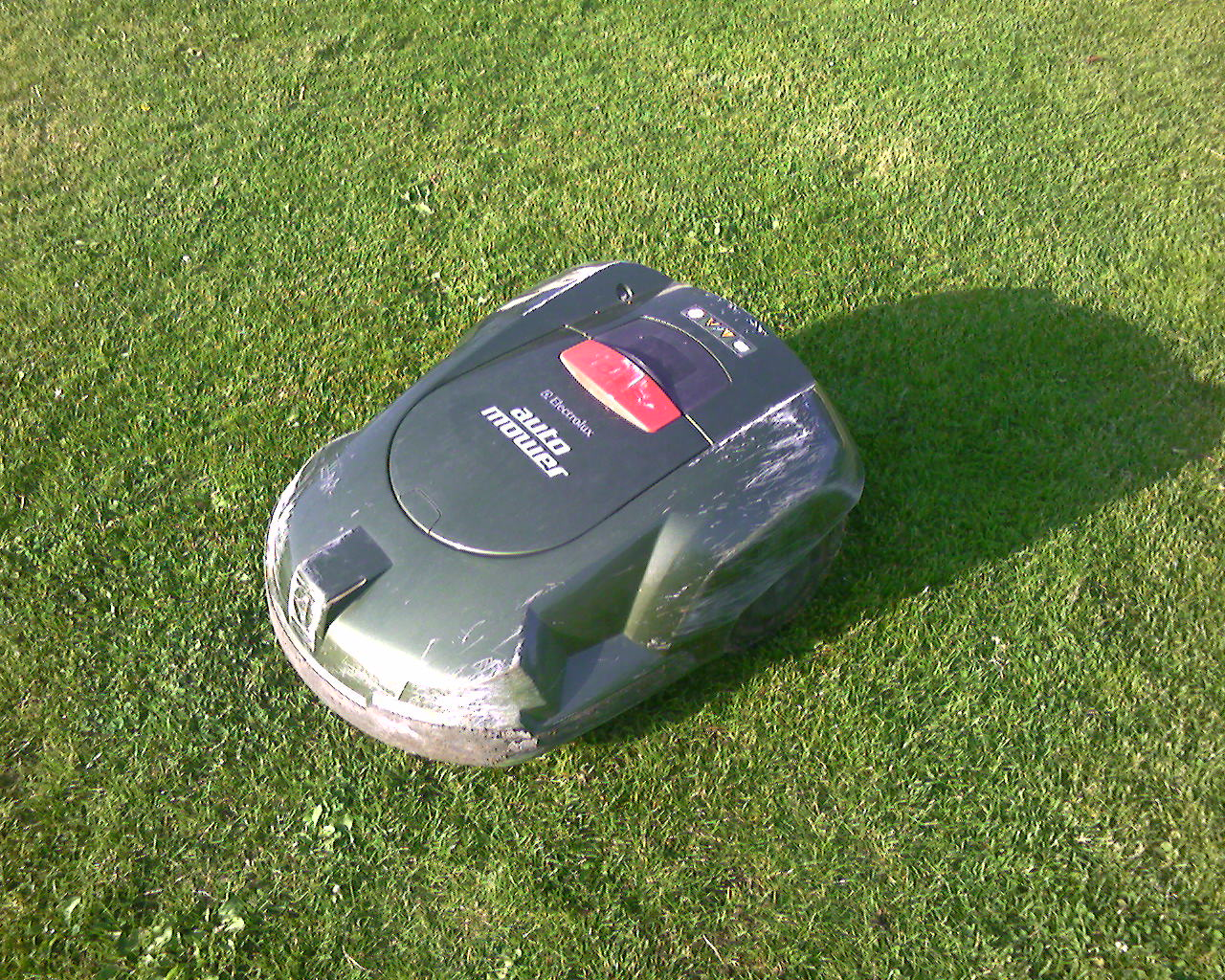
Роботизована газонокосарка

Побутовий робот — робот, призначений для допомоги людині в повсякденному житті. Зараз поширеність побутових роботів невелика, проте футурологи передбачають широке їх поширення в осяжному майбутньому. В 2007 році Білл Гейтс опублікував статтю «Робот в кожному будинку», в якій міркує про значний потенціал роботів (включаючи домашніх, або побутових роботів) для соціуму.вони допомагають людям переносити щось важке.:)

## Комерційні моделі побутових роботів

### Роботи-іграшки
Одним з перших прикладів вдалої масової промислової реалізації роботів-іграшок стала собачка AIBO корпорації Sony. У серії розвиваючих іграшок LEGO є набір конструктора LEGO Mindstorms для створення програмованого робота. Так само існують такі роботи-іграшки як крокуючий робот Robosapienвід компанії WowWee і робот — динозавр Pleo.

### Соціальні роботи
У вересні 2005 року у вільний продаж вперше надійшли перші людиноподібні роботи «Вакамару» виробництва фірми Mitsubishi. Робот вартістю $ 15 тис. Здатний взнавати особу, розуміти деякі фрази, давати довідки, виконувати деякі секретарські функції, стежити за приміщенням.

### Роботи— помічники
Окремої згадки заслуговують роботи-пилососи, які настільки увійшли в масову культуру, що багато людей асоціюють будь-якого колісного робота з пилососом. Як правило вони здатні самостійно переміщатися в приміщенні, повертаючись в міру необхідності на зарядну станцію. Ефективність їх роботи оцінюється неоднозначно.
- Роботи-пилососи':

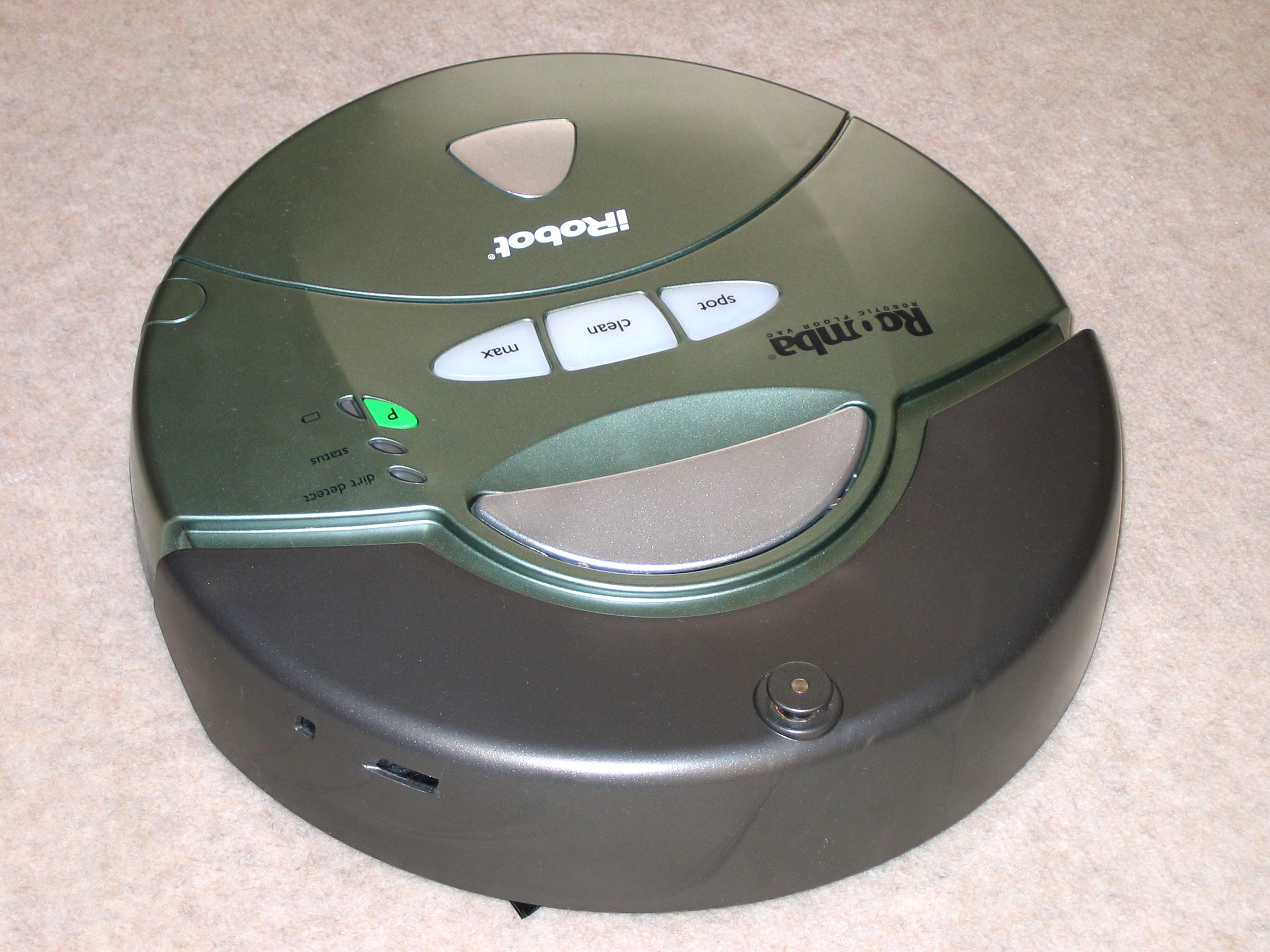
Робот-пилосос iRobot Roomba (2005 року випуску)

  - Роботи-пилососи (з базою для зарядки акумулятора):
    - CleanMate (виробник — Infinuvo)
    - Clever & Clean C&C 112/C&C 112A (виробник — Clever & Clean)
    - IClebo (виробник — Yujin Robot)
    - Koolvac (виробник — Koolatron)
    - Orazio (виробник — Zuchetti)
    - Ottoro (виробник — Hanool robotics)
    - Roomba (виробник — iRobot)
    - Robo Maxx
    - RoboMaid
    - Electrolux Trilobite (виробник — Electrolux)
    - V-R4000 (виробник — LG)
    - Hauzen VC-RE70V (виробник — Samsung)
    - V-bot RV10 (виробник — V-bot)
    - DC 06 (виробник — Dyson)

  - Роботи-пилососи (з базою для зарядки акумулятора і забезпечення спорожнення сміттєзбірника робота-пилососа):
    - Karcher RC3000 (виробник — Karcher)
    - Siemens VSR 8000 (виробник — Siemens)
- Роботи-прибиральники
  - Dirt Dog (виробник — iRobot)
- Роботи для миття підлоги (Роботи-натирачі):
  - Scooba (виробник — iRobot)[2]
  - Mint (виробник — Evolution Robotics)
- Роботи для чистки басейнів:
  - Verro (виробник — iRobot)[3]
- Роботи для чищення ринв дахів:
  - Looj (виробник — iRobot)[4]
- Роботизовані газонокосарки:
  - Automower Solar Hybrid (виробник — Husqvarna)
  - Evolution (виробник — ROBOTS AND RELAX)
  - Indego (виробник — Bosch)[5]
  - RoboMower (виробник — Friendly Robotics)